# Anna Ehrenström
Anna Ehrenström, född Gråberg 13 maj 1786, Hemse socken, Gotlands län, död 1857, var en svensk poet och bokhandlare. 
Ehrenström var dotter till lagmannen Christian Gråberg på Gotland och syster till Jakob Gråberg af Hemsö, kammarherre hos hertigen av Toscana och ledamot av flera europeiska akademier. Hon blev gift 1812 med majoren vid Gotlands nationalbeväring Nils Ludvig Ehrenström. 
Vid skilsmässan 1823, där hon avstod sin egendom och sitt farsarv åt maken för att bli fri, försörjde hon sig och sin dotter som bokhandlare i Stockholm. Skilsmässan tycks ha skett efter ett äktenskapsbrott från hennes sida. Som bokhandlare var hon en känd profil inom det dåtida Stockholm, och gjorde sig även uppskattad som berättare. Hon dikterade en samling folkvisor från Gotland åt Gunnar Olof Hyltén-Cavallius.    
Anna Ehrenström var publicerad poet, och har kallats för Gotlands första kvinnliga poet, det vill säga den första publicerade. Hon utgav Skaldeförsök (1838), Skaldeförsök (1823) och Hundarnes klagosång (1852).
Hon avled efter en operation. 